# Trichilia adolfi
Trichilia adolfi là một loài thực vật có hoa trong họ Meliaceae. Loài này được Harms miêu tả khoa học đầu tiên năm 1925.